# Roscoea schneideriana
Roscoea schneideriana är en enhjärtbladig växtart som först beskrevs av Ludwig Eduard Loesener, och fick sitt nu gällande namn av Elizabeth Jill Cowley. Roscoea schneideriana ingår i släktet Roscoea och familjen Zingiberaceae. Inga underarter finns listade i Catalogue of Life.